# 용답동
용답동(龍踏洞)은 대한민국 서울특별시 성동구의 행정동, 법정동이다.

## 개요
용답동은 천호대로와 중랑천, 청계천을 경계로 자동차매매시장 등 상업시설 공공시설 및 주택가가 있는 지역이며, 지하철 2, 5호선이 통과, 대중교통이 편리하며, 상가, 단독주택 밀집지역이며, 노후화된 중고차매매시장의 현대화가 진행 중으로, 향후 이 지역의 개선이 예상된다. 1975년에 용두동 지역과 답십리동 지역 일부가 통합되어 신설된 동이므로 머리 글자인 ‘용’자와 ‘답’자를 따서 지은 동명이다. 1975년 동대문구의 용두동 일부와 답십리동 일부를 합쳐 용답동으로 하고 성동구에 편입시켰다. 이때 성동구의 중곡동, 능동, 군자동의 일부를 분할하여 동대문구 장안동으로 하고 남쪽으로 들어온 동대문구의 용두동, 답십리동의 일부를 성동구 용답동으로 하였다. 행정구역은 성동구이나, 실제 생활권은 동대문구에 가까우며, 성동구대비 주거비용 및 물가가 매우 저렴하다.

## 법정동
- 용답동

## 교육
- 서울용답초등학교

## 교통
- ● 서울 지하철 2호선
  - 용답역 - 신답역

## 명소
- 청계천

## 관공서
- 서울교통공사

## 같이 보기
- 대한민국의 행정 구역